# Attaleia (Pamphylien)
Attaleia (altgriechisch Ἀττάλεια), auch Attalea (altgriechisch Ἀττάλεα), war eine antike Stadt in Pamphylien an der Südküste Kleinasiens, das heutige Antalya.

## Geschichte
Die Stadt wurde 159/8 v. Chr. von Attalos II. von Pergamon gegründet und nach ihm benannt. Nach dem Tode Attalos III. kam das pergamenische Reich 133 v. Chr. an die Römer, Pamphylien und Attaleia gerieten in den Einflussbereich der Seeräuber, die erst Publius Servilius Vatia 77 v. Chr. besiegte. Attaleia, das mit den Seeräubern kooperiert hatte, wurde mit der Abtretung von Gebieten bestraft.
Im Jahr 48 war Attaleia Station auf der 1. Missionsreise des Apostels Paulus.

## Archäologie
Das antike Attaleia liegt auf dem Gebiet der Altstadt des modernen Antalya. Daher sind nur noch wenige Reste sichtbar. Bei Bauarbeiten und Rettungsgrabungen kommen immer wieder archäologische Befunde zu Tage.
Stadtmauer
Die bis in hellenistische Zeit zurückgehende, jedoch überwiegend römische Stadtmauer ist in großen Teilen noch gut erhalten, da sie auch in der seldschukischen und osmanischen Zeit weiterverwendet und in Stand gehalten wurde. Die Mauer weist mehrere Tore auf.

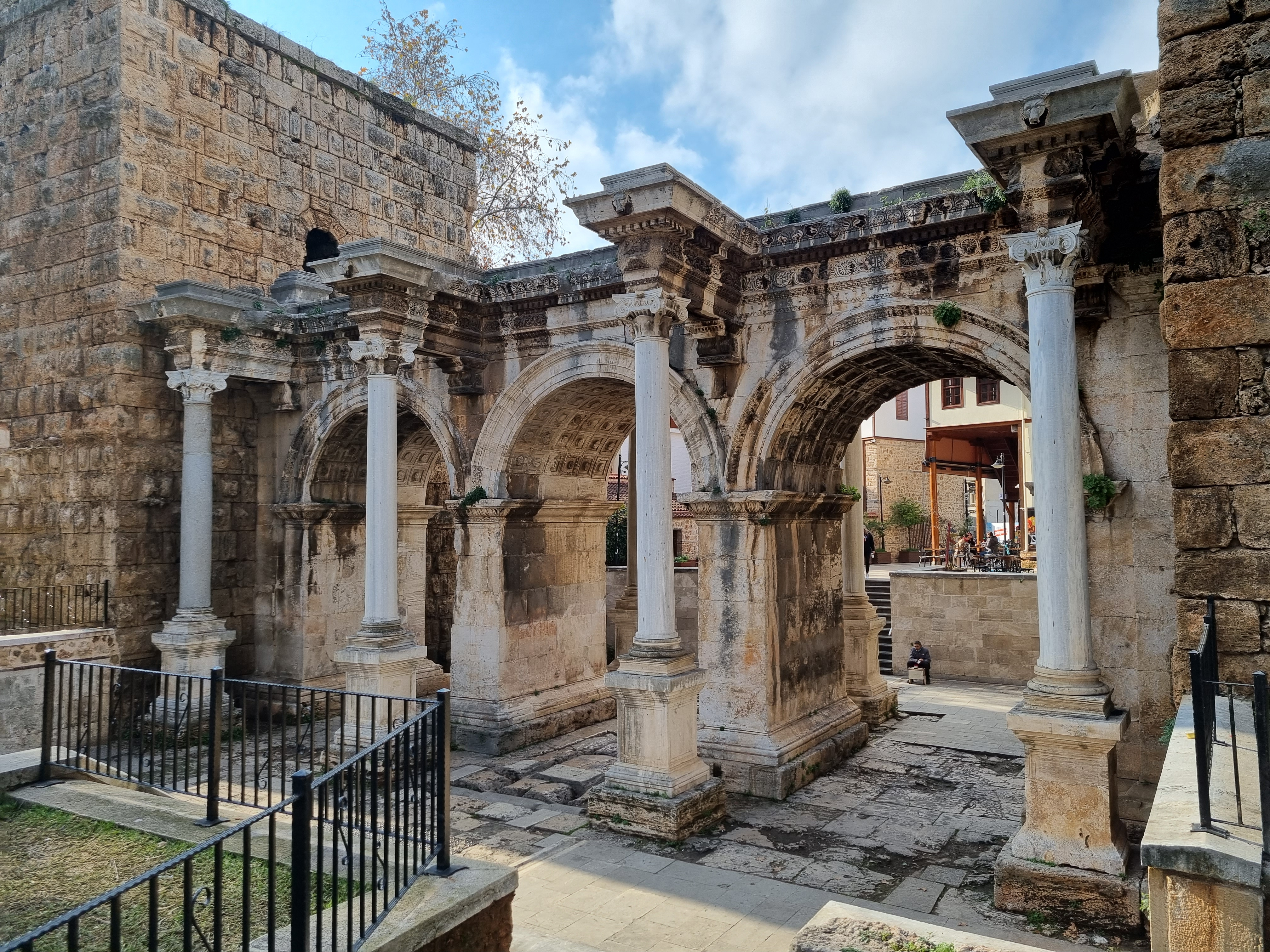
Hadrianstor
Anlässlich eines Besuchs des römischen Kaisers Hadrian (wahrscheinlich zwischen 128 und 132 n. Chr.) wurde ein in die ältere Stadtmauer integriertes Ehrentor errichtet.
Mausoleum (Hıdırlık Kulesi)

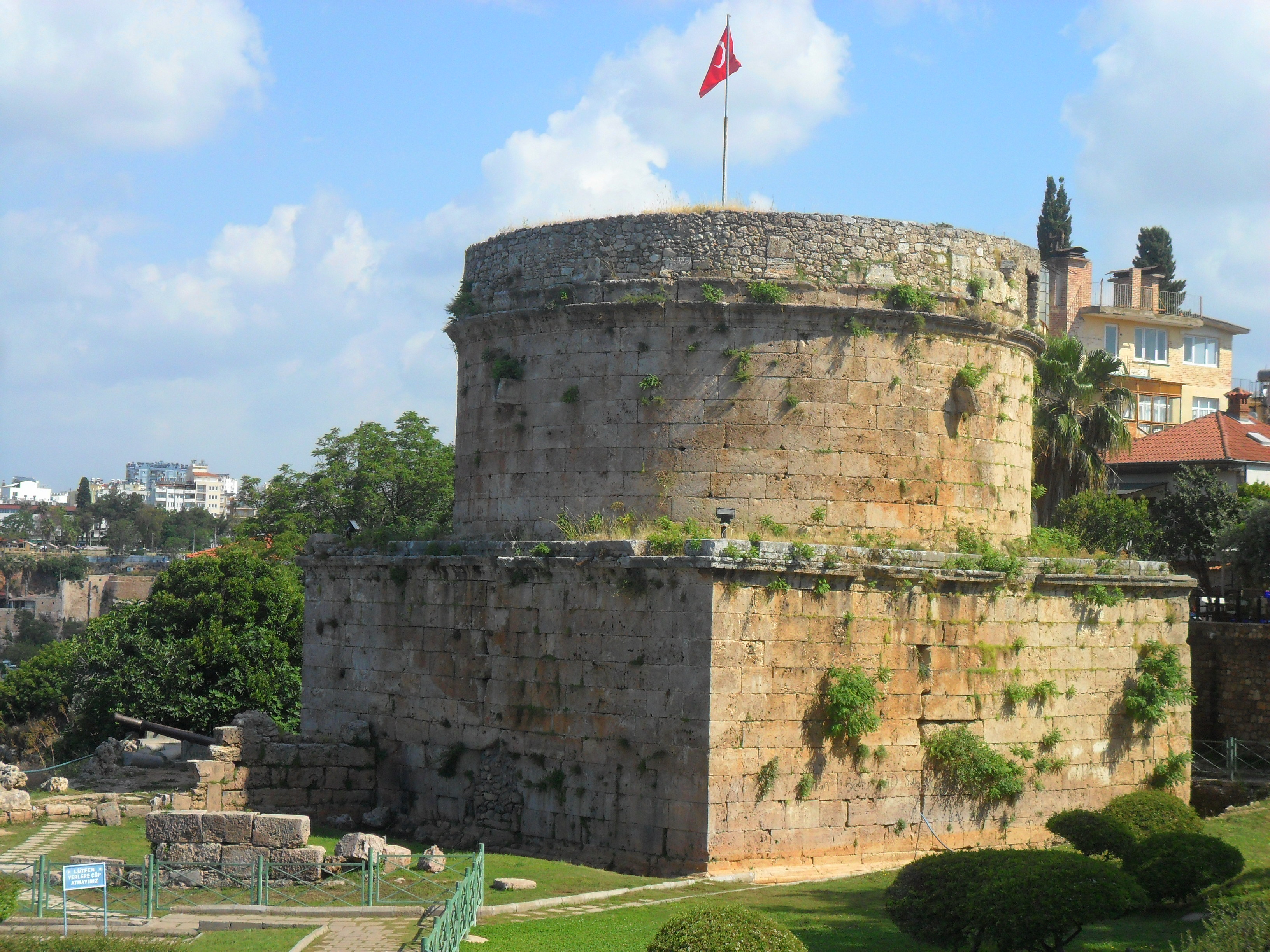
Römisches Mausoleum

Am Südwestende der antiken Stadtmauer steht ein Rundbau (türkisch Hıdırlık Kulesi), der erst nachträglich in die Stadtmauer einbezogen wurde. Bei diesem handelt es sich wahrscheinlich um das Grabmonument eines Legaten von Lycia et Pamphylia aus dem 1. Jahrhundert.